# وادي سلي
واد سلي إحدى بلديات ولاية الشلف التابع لـ دائرة بوقادير.

## الموقع الجغرافي
تقع بلدية وادي سلي بمحاذاة الطريق الوطني رقم 04 يحدها من الشمال بلدية الشطية ومن الشرق بلديتي الشلف وسنجاس ومن الغرب بلديتي الصبحة وبوقادير ومن الجنوب بلدية أولاد بن عبدا لقادر.

## تاريخ
بلدية وادي سلي وعلى غرار مناطق الوطن عانت من بشاعة الاستعمار الفرنسي والذي أقام بها مركز للتعليم فقدمت المنطقة خيرة رجالها ونسائها في سبيل تحرير الوطن.
في عام 1957 أنشأ بها المستعمر إدارة لخدمة مصالحه وسميت آنذاك «بملاكوف» أين امتدت سلطتها إلى منطقة سيدي لعروسي وفي عام 1963 ألحقت ببلدية بوقادير.
عقب صدور القانون رقم 09/84 المؤرخ في 1984/02/04 المتعلق بالتقسيم الإقليمي للبلاد أنشأت بلدية وادي سلي وفصلت عن البلدية الأم بوقادير بتاريخ 1984/12/17.

## الفلاحة
تقدر المساحة الإجمالية للأراضي الفلاحية SAT بـ 10 000 هكتار أما المساحة الفلاحية المستغلة SAU بـ 5 600 هكتار ويبلغ عدد المستثمرات الفلاحية الجماعية 106 أما المستثمرات الفردية فعددها 16 مستثمرة.
يتم إنتاج مختلف المحاصيل الزراعية بالبلدية منها الحمضيات والتي تشتهر بها المنطقة، الحبوب بأنواعها، الخضر والفواكه.

## الاقتصاد والصناعة
توجد ببلدية وادي سلي منطقة صناعية بها مؤسسات خاصة منها مصنع الاسمنت ومشتقاته"ECDE"، مؤسسات صناعة الأسلاك المعدنية، الزجاج، البلاستيك والمطاط، الخزف الصحي، القرميد، الحديد المتلاحم، مؤسسة كوسيدار، وحدة توزيع نفطال، محطة توزيع الكهرباء بحي سونلغاز، ومنطقة النشاطات التي تقع بمركز المدينة وتمارس فيها مختلف النشاطات كالنجارة، الميكانيك، بعض خدمات التصليح والصيانة، بيع قطع الغيار.
وتتميز بلدية وادي سلي بعدة مؤهلات اقتصادية مما يجعلها أرضية خصبة للاستثمار وتتمثل هذه المؤهلات في:
- شساعة أراضيها الفلاحية الصالحة للزراعة.
- وفرة مصادر المياه نتيجة لموقعها على ضفاف وادي الشلف ووادي سلي وتوفرها على كميات هائلة من المياه الجوفية وعدد كبير من الآبار.
- عبور الطريق الوطني رقم 04 لها.
- عبور خط السكة الحديدية للبلدية واتصاله بخط المنطقة الصناعية مما يؤمن نقلا دائما للأشخاص والبضائع.
- احتواء البلدية على منطقة صناعية هامة قابلة للتوسع والاستثمار بها.

## المعالم التاريخية
تحتوي البلدية على معلمين تاريخيين هامين هما:
- مركز للتعذيب شيد في عهد الاحتلال الفرنسي ويقع بالمنطقة الصناعية.
- متحف المجاهد ويتواجد حاليا بحي الزيتون.